# Polyoppia baloghi
Polyoppia baloghi är en kvalsterart som beskrevs av Hammer 1968. Polyoppia baloghi ingår i släktet Polyoppia och familjen Oppiidae. Inga underarter finns listade i Catalogue of Life.